# Fiona Wentges
Fiona Wentges (3 de febrero de 1958) es una jinete irlandesa que compitió en la modalidad de concurso completo. Ganó una medalla de plata en el Campeonato Europeo de Concurso Completo de 1991, en la prueba por equipos.

## Palmarés internacional
| Campeonato Europeo | Campeonato Europeo    | Campeonato Europeo | Campeonato Europeo |
| Año                | Lugar                 | Medalla            | Categoría          |
| ------------------ | --------------------- | ------------------ | ------------------ |
| 1991               | Punchestown (Irlanda) | Medalla de plata   | Por equipos        |